# Karklö
Karklö / Vambö är en ö i Värmdö kommun cirka 10 sjömil öster om Vaxholm. Stora delar av ön ingår i Karklö naturreservat.

## Historia
Den första dokumenterade bebyggelsen på Karklö härrör från 1530-talet då en skattebonde finns upptagen i jordeböckerna. År 1645 fick generalkamreraren Mårten Blixencron Karklö som donation av kronan. 1678 övergick Karklö i släkten Rålambs ägo. Under 1700-talet ägdes ön av en rad olika adelssläkter som till exempel Gripenhielm, Mörner och Natt och Dag.
År 1798 köptes ön av tre av öns bönder och förblev i innevånarnas ägo fram till 1900-talet då marken började styckas upp.

## Natur
Karklös ursprungliga bebyggelse ligger samlad vid hamnen Karklöfladen. Många av husen är från 1800-talet och byn har mycket av sin 1800-talsprägel kvar. På grund av landhöjningen har dock ångbåtsbryggan flyttats till öns västra sida. Sundet mellan Karklö och Gällnö är smalt, men muddrat djupt nog att släppa igenom större motorbåtar och mindre segelbåtar.

## Bilder

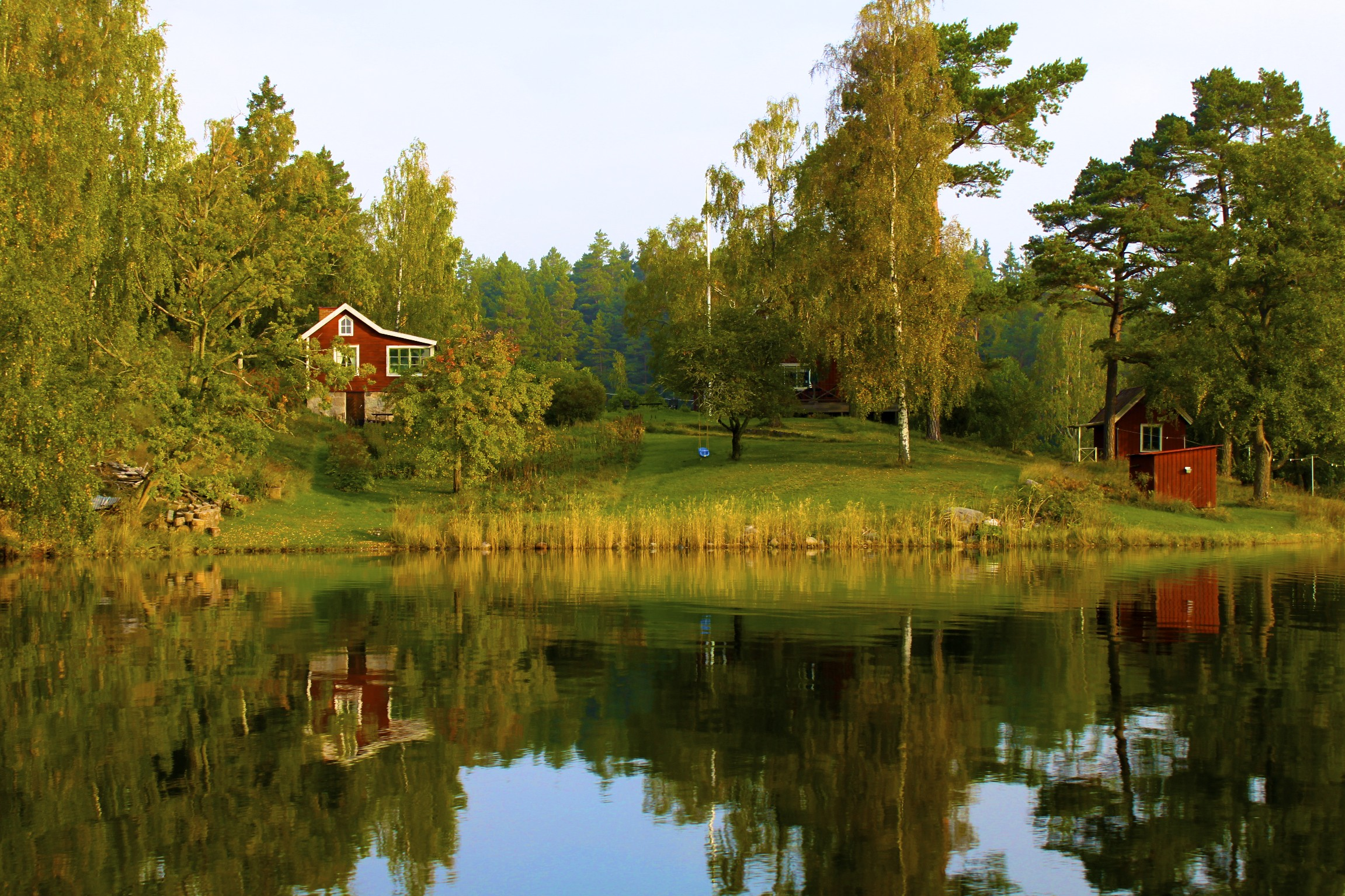
Öns sydöstra sida
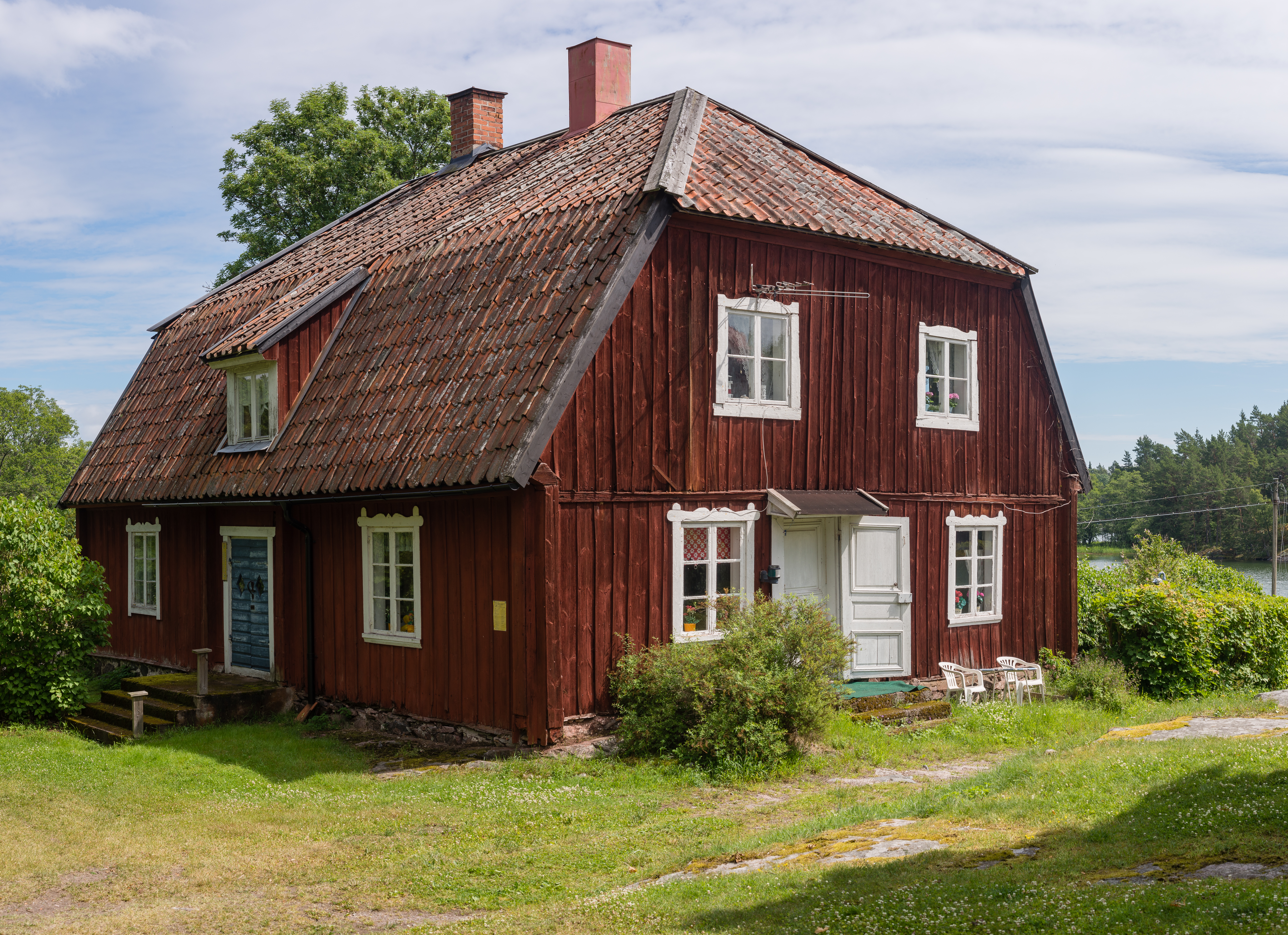
Äldre bostadshus..
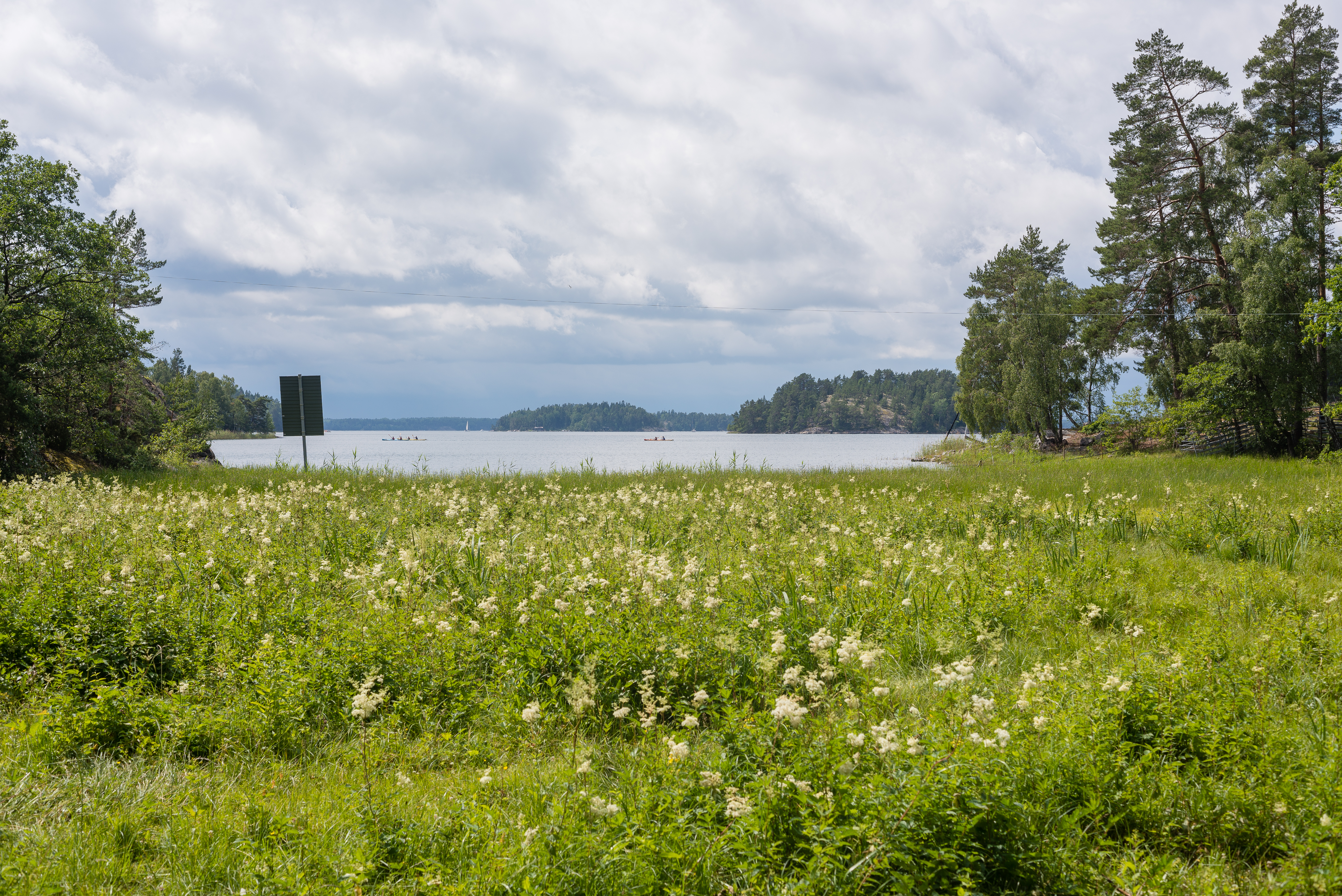
Landskap på södra Karklö.
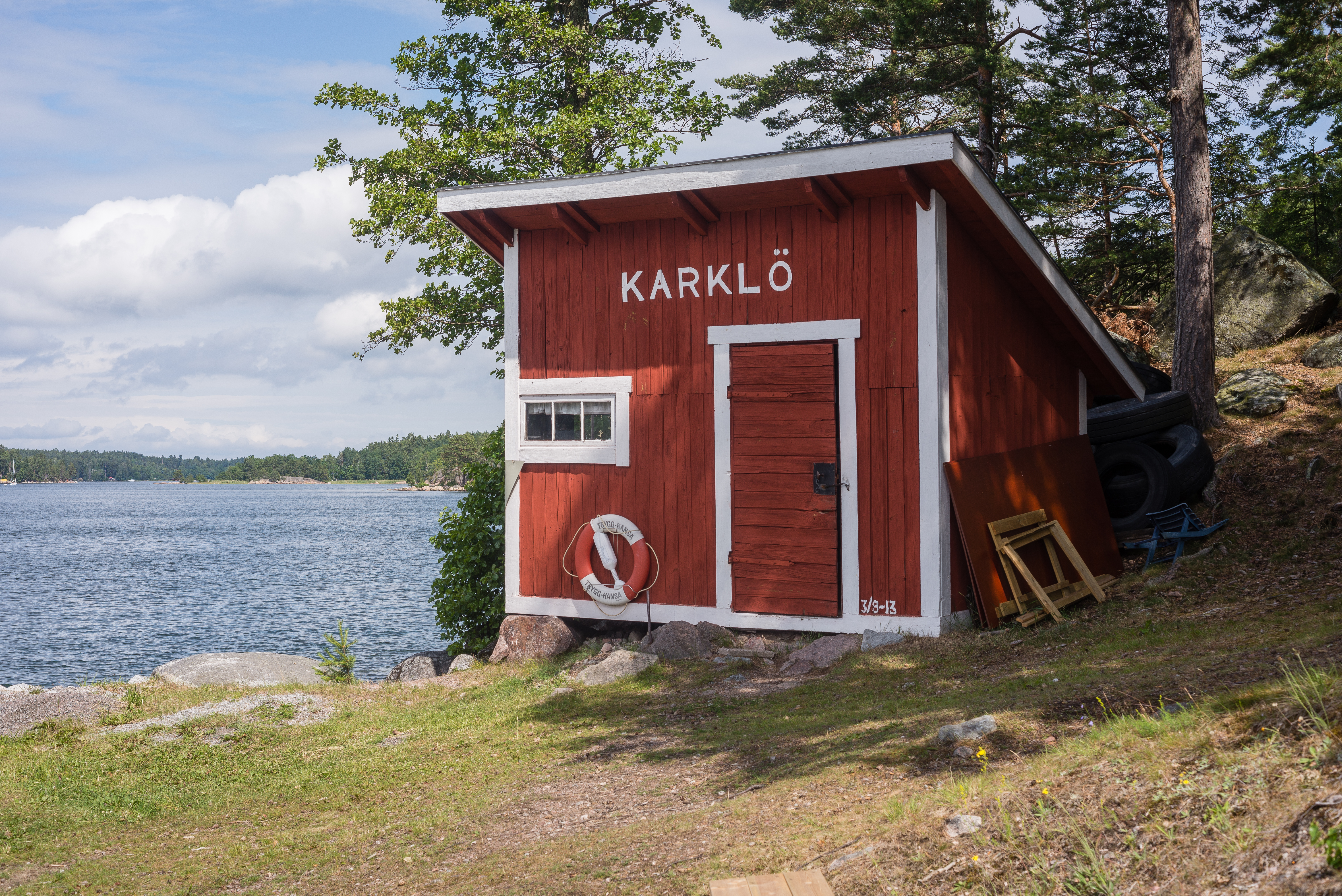
Karklös brygga som trafikeras av Waxholmsbolaget.